# Casa Iglesias
La Casa Iglesias és un edifici situat al carrer de Mallorca, 264 de Barcelona, catalogat com a bé cultural d'interès local.

## Història
Tot i que el projecte fou signat per l'arquitecte Lluís Domènech i Montaner, l'obra és atribuïda a Antoni Millàs i Figuerola, que va treballar anys després amb el mateix propietari, Francesc Farreras.
El 1913, Josep Maria Jujol va dissenyar l'ascensor modernista i l'inici de l'escala per a Josep Maria Iglesias, el nou propietari.

## Descripció
Consta de semisoterrani, entresòl, principal i tres pisos, amb un terrat pla transitable. L'accés principal dona pas a una zona de vestíbul i a un celobert central rectangular en el qual s'hi localitza l'escala de veïns i l'ascensor.
La façana, feta amb parament petri, és estructurada en cinc eixos verticals de ritme regular, formant una composició axial al voltant de l'accés principal. Igualment està dividida en tres trams horitzontals. El primer tram comprèn la planta baixa, amb el semisoterrani i l'entresòl, separat del tram central pel voladís d'un balcó corregut i dos tribunes. El següent tram, el central, comprèn la planta principal i les dues següents. Un últim tram, separat del central per una imposta motllurada, està format per la planta tercera, l'espai de la cambra l'aire i la barana del terrat.
La planta baixa disposa d'un portal central d'accés, rodejat per dues petites obertures a cada costat, que permeten accedir als semisoterranis, i balcons amb ampits i barana de pedra al nivell de l'entresòl. El tram central es caracteritza per la geometria que es crea a partir de les dues tribunes laterals de la planta principal, unides per una llarga balconada correguda, i per la tribuna situada al centre de la planta primera. La part superior de les tres tribunes fan de llosana als balcons superiors, amb baranes de pedra d'una elaborada decoració. La resta de balcons d'aquest tram presenten llosana semicircular o trilobulada, totes tancades per treballades baranes de ferro forjat. Al tram superior, l'espai de la cambra l'aire es evidenciat per uns òculs situats sobre els balcons, donant pas a la balustrada del terrat. Els balcons dels extrems i el central de l'última planta estan coronats per uns arcs conopials i pinacles on destaquen unes figures esculturades de cànids.
El vestíbul que dona accés a l'immoble dona pas a un celobert central, on hi ha les escales que en distribueix les diverses propietats horitzontals, amb dos habitatges per pis. Al celobert arranquen dues escales. La del costat dret arriba només fins a l'entresol, mentre que la del costat esquerre serveix per accedir a la resta de plantes. Un passadís comunica aquest celobert amb l'enjardinat patí posterior. Aquests espais comuns destaquen per l'estilitzada decoració, amb sostres de guix que imiten cassetonats de fusta, esgrafiats a les parets, fusteria, vidrieres policromes, columnes amb capitells vegetals, etc. Destaca el treball de forja dels arrencaments de les escales i l'ascensor, dissenyats per Jujol.